# A54 (Italië)

De A54

De Autostrada 54 (A54) is een korte Italiaanse autosnelweg in de regio Lombardije. De snelweg sluit via de A53 aan op de doorgaande A7  en vormt de westelijke ringweg van de stad Pavia. De snelweg is slechts 8,4 km lang en tolvrij.